# Szalkai László
Szalkai László (Mátészalka, 1475 – Mohács, 1526. augusztus 29.) esztergomi érsek.

## Életpályája
A Szatmár megyei Zalkán (Mátészalka) született 1475-ben jobbágycsaládban, egyszerű varga fiaként. Sárospatakon, a plébániai iskolában tanult, Kisvárdai János vezetése alatt. Mestere a Krakkói Egyetemről hozta magával azt a latin tananyagot, melyet növendékek füzeteikbe előre kimásoltak és az órákon kiegészítették a mester magyarázataival. Szalkai László iskolás jegyzeteit, az ún. Szalkai-kódexet az Esztergomi Főszékesegyházi Könyvtár őrzi.
1494-ben került a királyi udvarba. 1500-ban Bornemissza János szolgálatába állt, majd pályája fokozatosan emelkedett. 
1513-tól 1522-ig váci püspök, 1516–1525-ben kincstárnok lett. 1518-tól 1526-ig kancellár. A királyi kancelláriába jutva II. Lajos figyelmét is felkeltette. 1520-ban kalocsai érsek, 1522–1524-ben egri püspök, 1524. május 6-ától 1526-ig pedig esztergomi érsek és főkancellár volt. Érsekké való kinevezése után szentelte őt föl Laurentio de Campeggio bibornok, pápai legátus áldozópappá és püspökké.
A törökök elleni hadjáratban jelentékeny csapat élén kísérte II. Lajos királyt. 1526. augusztus 29-én halt meg Mohácsnál, Tomori Pállal együtt esett el.